# Близна (Брянская область)
Близна — деревня в Клинцовском районе Брянской области, в составе Смолевичского сельского поселения.

## География
Находится в западной части Брянской области на расстоянии приблизительно 8 км на север-северо-запад по прямой от районного центра города Клинцы.

## История
Упоминалась с середины XVIII века как Виднова Гута, владение генерального бунчучного Ивана Бороздны. Позднее Видовка, Гвидовка, Близка. 
До 1781 года входила в Новоместскую сотню Стародубского полка. В XIX веке на хуторе к западу от деревни действовал винокуренный завод. 
В 1859 году здесь (деревня Близка или Гвидовка Суражского уезда Черниговской губернии) учтено было 30 дворов, а на близлежащем хуторе Близна — 3 двора, в 1892—70 дворов и 1 дворов.

## Население
Численность населения: 251 человек в деревне и 19 человек на хуторе (1859), 70 человек и 16 человек на хуторе (1892), 81 человек (2002), 53 человек (2010), 45 человек (2013).
Будет упразднена как фактически не существующая в связи с переселением всех жителей на постоянное место жительства в другие населённые пункты.